# فيلي بيروفكا
فيلي بيروفكا (بالألمانية: Wilhelm Bierofka)‏ هو لاعب كرة قدم ألماني، ولد في 21 يناير 1953 في ميونخ في ألمانيا. لعب مع ميونخ 1860.